# Bad Boy Latino
Bad Boy Latino là một hãng đĩa thu âm nhạc hip hop Latin được thành lập vào năm 2005 bởi Sean Combs và Pitbull.

## Nghệ sĩ
- Pitbull
- Christian Daniel
- LJ
- Heath Woods

## Bối cảnh
Năm 2004, Sean Combs đã quyết định mở rộng hãng đĩa thu âm Bad Boy Records của mình. Đầu tiên anh mở một hãng đĩa ở miền nam, Bad Boy South, và sau đó là một hãng đĩa Latin. Năm 2005, Bad Boy Latino được thành lập. VIệc mở rộng đã được cấp cho Bad Boy thông qua thỏa thuận mới với hãng đĩa Atlantic.

## Danh sách đĩa nhạc
| Year | Information |
| ---- | --- |
| 2005 | Pitbull - Money Is Still a Major Issue - Phát hành: 15 tháng 11 năm 2005                                                                             |
| 2006 | Christian Daniel - Christian Daniel - Phát hành: 2006                                                                                                |
| 2006 | Pitbull - El Mariel - Phát hành: 31 tháng 10 năm 2006 - Đĩa đơn: "Sticky Icky", "Go Girl", "The Anthem", "Secret Admirer"                            |
| 2007 | Pitbull - The Boatlift - Phát hành: 27 tháng 11 năm 2007 - Đĩa đơn: "Bojangles", "Ay Chico (Lengua Afuera)", "Dime/Tell Me (Remix)", "Born N Raised" |
| 2009 | Pitbull - Rebelution - Phát hành: 1 tháng 9 năm 2009 - Đĩa đơn: "Krazy", "I Know You Want Me (Calle Ocho)", "Hotel Room Service", "Shut It Down"     |